# Lancia Esadelta
Lancia Esadelta es un camión de carga fabricado para el transporte de materiales o pasajeros (según la configuración) y producido por el fabricante Italiano Lancia Veicoli Industriali. Fue lanzado al mercado a finales de 1959 y se comercializó hasta 1971.

## Características principales
El Esadelta es un camión fabricado desde 1959 y como es habitual con Lancia, el nombre del producto tiene un origen griego -ESA en griego significa seis - en referencia al motor del camión, el cual es de 6 cilindros. El Esadelta nació mientras que la marca Lancia estaba bajo la dirección del Sr. Pesenti, CEO de Giant Cement, Italcementi. 
El Esadelta, cuyo código de fabricación era 401, es el ejemplo perfecto de un camión italiano básico de peso medio. Lanzado como 4x2 tradicionales, como es habitual en Italia, sería transformado luego por los constructores especializado en tracciones 6x2, con la adición de un tercer eje en la parte trasera. Algunos incluso llegaron a añadir dos ejes en la parte posterior, antes y después del eje motriz. Estarían disponible luego en cuatro versiones sucesivas: 401, 401A, 401B y 401C. 
La estructura de su chasis y el motor han sido diseñados para soportar, para entonces, cargas de hasta 19 toneladas en su versión más simple y cargas de hasta 36 toneladas para la versión de tres ejes construidos en Italia. Disponía inicialmente de un motor de Lancia en línea 6 cilindros y 8245 cm³ de cilindrada, fabricado en aleación ligera. La transmisión consta de 4 velocidades sincronizadas con el equipo. 
Inicialmente, la versión 401 se comercializará con una potencia de 115 CV a 1.850 rpm. En 1962 aparece la versión 401A con una potencia mejorada de 126 caballos de fuerza. En 1963, la versión 401B ve luz con una potencia de 132 caballos de fuerza. Esta última versión es la más popular de los transportistas y la de mayor exportación en muchos países, haciendo de este modelo un serio competidor de Lancia en el mercado industrial. En 1967, la última versión, denominada 401C, se puso en marcha, se trata de un vehículo nuevo con una cabina similar a la Esagamma y un motor iba a ser el primero de una larga serie de motores modulares.
El 1 de enero de 1969 Lancia pasa al control de Fiat que rápidamente decidió suspender la fabricación de camiones, debido al elevado costo de fabricación en comparación con sus propios productos como el Fiat 619 y Fiat 697, pero principalmente debido a la producción relativamente pequeña en comparación con cada modelo estándar de Fiat. La fábrica de Lancia en Bolzano, en el que todos los camiones fueron fabricados en la posguerra Lancia se detuvo en 1971 y se transformó para producir los modelos de la ahora denominada Lancia Veicoli Speciali.